# Generaliteitsrekenkamer
De Generaliteitsrekenkamer was een staatscollege dat tussen 1608 en 1799 als rekenkamer de financiën van de ontvanger-generaal van de Republiek der Zeven Verenigde Nederlanden en van die der provincies controleerde.

## Geschiedenis
De rekenkamer is opgericht door de Staten-Generaal van de Republiek der Zeven Verenigde Nederlanden. Het besluit tot oprichting werd genomen in 1588. In november 1607 werd de instructie vastgesteld, waarop de kamer op 1 februari 1608 in werking trad. Het orgaan was een zogenaamde rekenkamer ter auditie met uitsluitend een controlerende taak. Doel was de Uniefinanciën beter te kunnen controleren, met name de betalingen door de afzonderlijke provincies voor hun aandeel in de lasten van de Unie. De Generaliteitsrekenkamer bestond uit 14 leden, twee per provincie. Hun instructie was de betalingen te controleren "... tot dienste der Veeenigde Landen, wegneming van alle wantrouwen, invoering van liefde, vriendschap ende goed betrouwen onder de respectieve Vereenigde Provinciën"

Behalve de betalingen van de provincies aan de Unie, controleerde de rekenkamer de rekeningen van de ontvanger-generaal van de Unie, met uitzondering van die van de Generaliteitslanden, en die van de ontvangers-generaal van de Admiraliteiten.
De generaliteitsrekenkamer diende bij de Staten-Generaal per maand een lijst in van alle bezwaren tegen de gecontroleerde rekeningen, de zogenaamde loquaturs. De Staten-Generaal namen de beslissingen hierover. De rekenkamer stuurde ongevraagd adviezen en klachten mee. De rekenkamer kreeg in 1621 hiervoor een verbod, maar dat werd in 1622 weer ongedaan gemaakt.
21 januari 1622 kreeg de rekenkamer machtiging ook de betalingen van de ontvangers-generaal van de admiraliteitslanden te controleren, echter zonder sancties. Op 12 april 1624 breidden de Staten-Generaal de instructie voor de rekenkamer uit met het doel een einde te maken aan misbruiken door de leden en de ambtenaren van de rekenkamer. Het ging om het aannemen van steekpenningen, allerlei vormen van neveninkomsten en ongeoorloofde afwezigheid.
Door de strikte controle door de Raad van State op de ontvanger-generaal was fraude uitgesloten. In 1618 en 1621 waren er respectievelijk tekorten van 1.404.88 en 1.148.419 Vlaamse ponden. Een Vlaams pond was gelijk aan zes gulden. Uit een onderzoek door de Staten-Generaal in 1625 bleek dat de ontvanger-generaal alle verplichtingen van de provinciën als inkomsten geboekt had, ook al waren ze nog niet betaald. Op 21 december 1625 besloten de Staten-Generaal dat alleen ontvangen inkomsten geboekt zouden worden.
De verhouding tussen Raad van State en de generaliteitsrekenkamer is sinds de oprichting van de rekenkamer gespannen geweest. Uiteindelijk moest de Raad van State het onderspit delven. In 1651 breidden de Staten-Generaal de instructie voor de rekenkamer uit met de controle op alle rekeningen, ook die van de ambtenaren van de generaliteitslanden. Verder kreeg de rekenkamer de bevoegdheid de betalingsopdrachten van de Raad van State aan de ontvanger-generaal vooraf te controleren. Voor 1651 gebeurde dat achteraf. De Raad van State probeerde deze regel te saboteren door niet alle bewijsstukken mee te sturen. Daar maakte de instructie van 1693 een einde aan door de invoering van de verplichting alle bewijsstukken aan de akte van verzoek te hechten. Daar stond tegenover dat de Raad van State vanaf 1693 de rekeningen van de ambtenaren van de generaliteitslanden als eerste mocht controleren.
De instructie van 1693 was de laatste wijziging van bevoegdheden voor de generaiteitsrekenkamer. Tijdens de Bataafsche Republiek werd het werk van de rekenkamer overgenomen door de Commissarissen der Nationale Rekening. Op 15 augustus 1799 hield de Generaliteitsrekenkamer op te bestaan.